# Eustatiusz Epifanijczyk
Eustatiusz Epifanijczyk albo Eustatiusz z Epifanii (zm. po 518) – kronikarz bizantyński.
Eustatiusz urodził się w Epifanii (obecnie Hama w Syrii). Prawdopodobnie był chrześcijaninem. Napisał w czasach cesarza Anastazjusza I kronikę, w dwóch częściach, od upadku Troi do 12. roku panowania Anastazjusza I (502/3 rok). Kronika została wykorzystywana przez późniejszych historyków, jej nieliczne fragmenty zachowały się u Ewagriusza Scholastyka, u Jana Malalasa i w Księdze Suda. Według Ewagriusza, praca Eustatiusza była kompilacją pisarzy pogańskich i kościelnych.